# Celestial Entrance
Celestial Entrance är det andra studioalbumet till det norska progressiv metal-bandet Pagan's Mind, utgivet 2002 av skivbolaget  LMP.

## Låtförteckning
1. "Approaching" – 2:48
2. "Through Osiris' Eyes" – 6:08
3. "Entrance: Stargate" – 6:01
4. "...Of Epic Questions" – 6:10
5. "Dimensions of Fire" – 7:28
6. "Dreamscape Lucidity" – 6:39
7. "The Seven Sacred Promises" – 6:28
8. "Back to the Magic of Childhood: Conception, Pt.1" – 2:46
9. "Back to the Magic of Childhood: Exploring Life, Pt.2" – 9:17
10. "In Brilliant White Light" – 2:44
11. "Aegean Shores" – 5:14
12. "The Prophecy of Pleiades" – 9:53

- Text och musik: Pagan's Mind

## Medverkande
Musiker (Pagan's Mind-medlemmar)
- Nils K. Rue (Nils Kvåle Rue) – sång
- Jørn Viggo Lofstad – gitarr
- Thorstein Aaby – gitarr
- Steinar Krokmo – basgitarr
- Ronny Tegner – keyboard
- Stian Kristoffersen – trummor

Produktion
- Pagan's Mind – producent
- Fredrik Nordström – producent, ljudmix
- Øyvind Eriksen – ljudtekniker
- Per Sælør – ljudtekniker
- Morten Lund – mastering
- Patrik J. Steen – redigering
- Espen Mjøen – redigering
- Nils K. Rue – omslagsdesign, logo